# 東祖谷樫尾
東祖谷樫尾（ひがしいやかしお）は、徳島県三好市の町名。2021年（令和3年）11月30日現在の人口は55人、世帯数は36世帯。郵便番号は778-0205。

## 地理
三好市の南部に位置。北は東祖谷元井・東祖谷新居屋、東は東祖谷阿佐・東祖谷小川・東祖谷古味、南は高知県香美市、西は高知県大豊町とそれぞれ接する。東境の一部は谷道川が境界をなしている。
地域の中央を国道439号が通り、高知との境界をなす標高1,123mの京柱峠となっている。

### 山岳
- 小桧曽山

### 河川
- 谷道川 - 祖谷川の支流。

## 歴史
- 2006年（平成18年）3月1日 - 三好郡東祖谷山村が三野町・池田町・山城町・井川町・西祖谷山村と合併して三好市が発足し、現在の町名となる。

## 世帯数と人口
2021年（令和3年）11月30日現在の世帯数と人口は以下の通りである。
| 町丁       | 世帯数 | 人口 |
| ---------- | ------ | ---- |
| 東祖谷樫尾 | 36世帯 | 55人 |

## 小・中学校の学区
市立小・中学校に通う場合、学区は以下の通りとなる。
| 番地 | 小学校               | 中学校               |
| ---- | -------------------- | -------------------- |
| 全域 | 三好市立東祖谷小学校 | 三好市立東祖谷中学校 |

## 施設
- 京柱峠

## 交通

### 鉄道
- 最寄駅はJR土讃線の土佐岩原駅。

### 道路
国道
- 国道439号